# 花畑牧場
株式會社花畑牧場為設於日本北海道河西郡中札內村，經營牧場及生產食品的公司，為Up-Front Group旗下的關係企業。其特色為採用生焦糖製造的甜點及具有藝人身分的社長－田中義剛。

## 甜點
在2007年之前，北海道的甜點市場由石屋製菓的白色戀人、六花亭的藍姆葡萄奶油夾心餅乾、Royce'的生巧克力佔有了九成以上的市場。在2007年石屋製菓因被發現竄改有效期限而遭下架候，花畑牧場趁機在北海道的甜點市場取得了知名度。

## 牧場
花畑牧場在總公司所在地中札內村設有一佔地23公頃的牧場，並設有觀光工廠，在夕張市也設有觀光工廠。

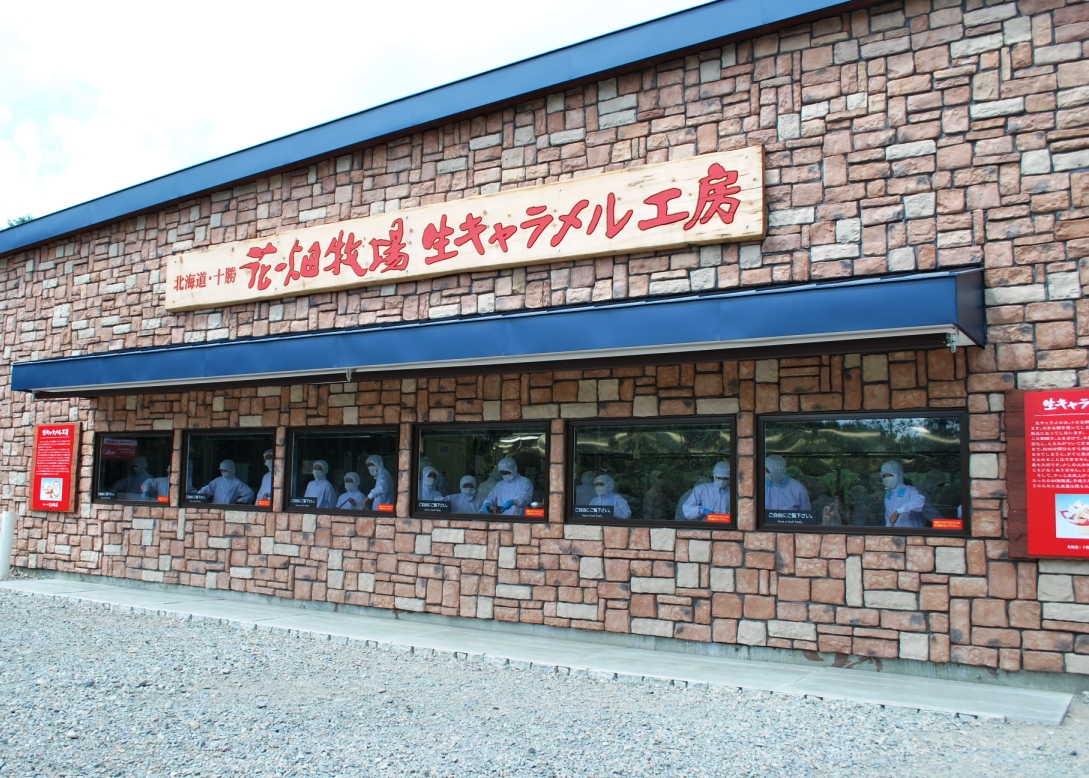
位於中札內村的生焦糖觀光工廠
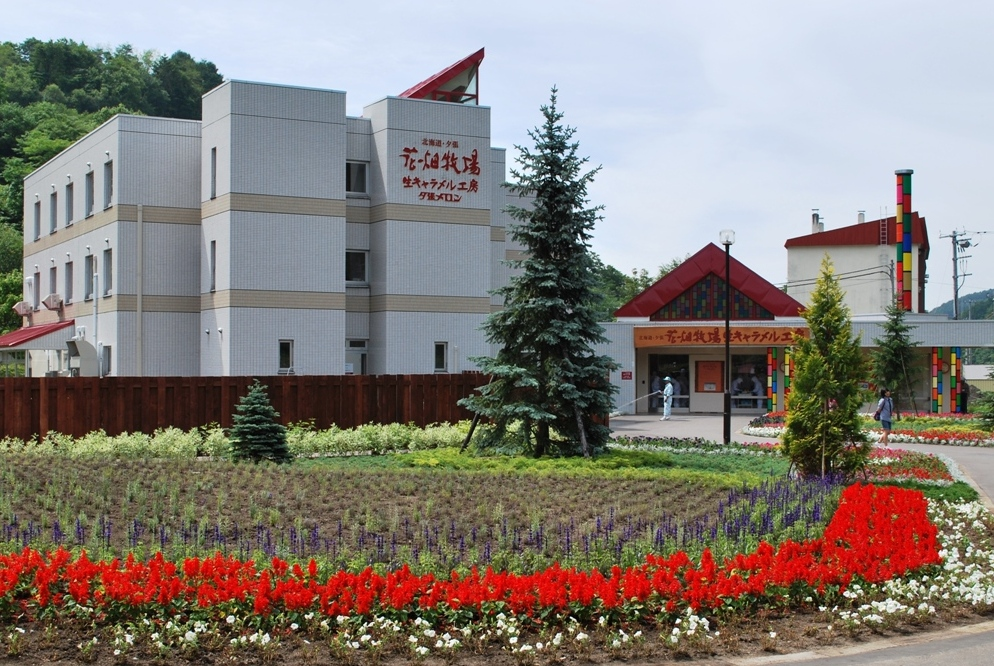
位於夕張市的生焦糖工廠

## 辦公室
本社
北海道河西郡中札內村元札內東4線311-6
東京事務所
東京都港区濱松町一丁目9番10號 DaiwaA濱松町大樓8F
札幌事務所
北海道札幌市厚別區厚別中央3條1丁目11-3 長谷川大樓2F

## 早安家族
早安家族的鄉村少女組。在1999年至2003年期間，曾以花畑牧場为据点，成员在此过着“半农半艺”的生活；但在1999年7月16日，當時成員的柳原尋美在前去牧场的路上，不幸遭到車禍身亡，也成為早安家族第一位逝世的成員。

## 外部連結
- （日語） 北海道・十勝【花畑牧場】 （页面存档备份，存于）